# جوزف برونر
جوزف برونر (به انگلیسی: Joseph Bruner) جراحی است که برای اولین بار در علم پزشکی در ۱۹ اوت سال ۱۹۹۹ جنینی را در هفتهٔ ۲۱ بارداری در رحم مادر مورد عمل جراحی قرار داد که کاملاً موفقیت‌آمیز بود.
جنین مذکور دچار مهره‌شکاف (شکاف مادرزاد مهره‌ها) بود. در صورتی که حاملگی و رشد جنین به همین شکل ادامه می‌یافت در ماه‌های آتی احتمال مرگ یا فلج جنین بسیار بالا بود. این عمل در یک مرکز پزشکی دانشگاهی انجام شد.
بعد از عمل، این جنین (که ساموئل آدامز نام گرفت) دست خود را خارج کرد و انگشت جراح را در دست گرفت و با قدرت فشرد به شکلی که دکتر برونر در تن خود ارتعاش و مورموری را احساس کرد. در این لحظه مایکل کلنسی عکاس یواس‌ای تودی که برای ثبت تاریخ اولین جراحی داخل رحم در محل حاضر بود تصویری را شکار کرد که افکار عمومی جهان را تحت تاثیر قرار داد.
این عکس به سرعت در سراسر جهان ارتباطات انتشار یافت.
هیچکس، هرگز نخواهد فهمید که این یک اتفاق بود یا یک تشکر واقعی. این عکس بارها در اینترنت انتشار یافت بدون آنکه داستان واقعی آن در جایی ذکر گردد و هر چه انتشار یافت بیشتر به افسانه و تخیلات گویندگان آن ارتباط داشت.